# Berberis jingguensis
Berberis jingguensis là một loài thực vật có hoa trong họ Hoàng mộc. Loài này được G.S.Fan & X.W.Li mô tả khoa học đầu tiên năm 1997.